# Регіональний офіс водних ресурсів у Черкаській області
Регіональний офіс водних ресурсів у Черкаській області (РОВР у Черкаській області) — бюджетна неприбуткова організація, яка належить до сфери управління центрального органу виконавчої влади у галузі розвитку водного господарства і меліорації земель, управління, використання та відтворення поверхневих водних ресурсів Державного агентства водних ресурсів України.

## Історія
- 16 жовтня 1954 року утворене Черкаське обласне виробниче управління меліорації і водного господарства.
- 2011 році реорганізовано в Черкаське обласне управління водних ресурсів.
- 2018 році реорганізовано в Регіональний офіс водних ресурсів у Черкаській області.

## Основні завдання
- реалізація державної політики у сфері управління, використання, збереження та відтворення водних ресурсів, розвитку водного господарства, експлуатації водних об'єктів, гідротехнічних споруд;
- вирішення разом з органами виконавчої влади та іншими організаціями, установами, підприємствами питання забезпечення населення і галузей економіки водними ресурсами;
- координація діяльності організацій, що належать до сфери управління Держводагентства, у межах Черкаської області із зазначених питань.

На території області нараховується 1037 середніх і малих річок, загальна довжина яких складає 7585 км. До середніх річок області належать: в басейні р. Дніпро — Рось, Тясмин, Супій; в басейні р. Південний Буг — Велика Вись, Гнилий Тікич, Гірський Тікич, Ятрань.

## Структура
- Юридична служба;
- Відділ бухгалтерського обліку та звітності;
- Служба економіки;
- Відділ управління персоналом, контролю, діловодства та взаємодії із засобами масової інформації;
- Відділ водних об'єктів та техногенно-екологічної безпеки;
- Відділ використання та обліку вод;
- Відділ водогосподарських споруд та гідрогеологомеліоративних робіт;
- Відділ експлуатації водогосподарських систем, водокористування та енергозбереження;
- Служба механізації та охорони праці

На даний час у структуру входять 2 міжрайонні управління водного господарства. В складі управлінь функціонує 7 експлуатаційних дільниць. Чисельність працівників Регіонального офісу становить 646 осіб. Інженерно-технічних працівників 198, з них 48 — випускники Національного університету водного господарства та природокористування, 448 -  робітники різних провідних професій.

## Нормативно-правова база
- Водний кодекс України
- Водна рамкова директива
- Закон України Про затвердження Загальнодержавної цільової програми розвитку водного господарства та екологічного оздоровлення басейну річки Дніпро на період до 2021 року
- Закон України Про внесення змін до деяких законодавчих актів України щодо впровадження інтегрованих підходів в управлінні водними ресурсами за басейновим принципом
- Закон України Про аквакультуру
- Закон України Про Основні засади (стратегію) державної екологічної політики України на період до 2020 року
- Закон України Про запобігання корупції
- Постанова Кабінету Міністрів Укруїни від 8 травня 1996 р. № 486 Про затвердження Порядку визначення розмірів і меж водоохоронних зон та режиму ведення господарської діяльності в них
- Постанова Кабінету Міністрів України від 26 жовтня 2011 р. N 1101 Про затвердження переліку платних послуг, які надаються бюджетними установами, що належать до сфери управління Державного агентства водних ресурсів
- Постанова Кабінету Міністрів України від 17 вересня 1996 р. N 1147 Про затвердження переліку видів діяльності, що належать до природоохоронних заходів
- Постанова Кабінету Міністрів України від 13 травня 1996 р. N 502 Про затвердження Порядку користування землями водного фонду
- Постанова Кабінету Міністрів України від 11 вересня 1996 р. N 1100 Про затвердження Порядку розроблення нормативів гранично допустимого скидання забруднюючих речовин у водні об'єкти та перелік забруднюючих речовин, скидання …
- Постанова Кабінету Міністрів України від 22 липня 2015 р. № 571 Деякі питання управління державними інвестиціями
- Водна Рамкова Директива ЄС